# Praia do Refúgio (Sergipe)
A Praia do Refúgio, está localizada no município de Aracaju em Sergipe. Ela é literalmente um refúgio para os amantes da natureza. Ótima para relaxar, alterna trechos desertos com os grandes condomínios e as casas de veraneio. Tem toda uma infra-estrutura para receber bem os visitantes, para que se aproveite o máximo. Um dos principais atrativos da praia são os seus coqueirais. Ao longo de toda orla, servem as comidas típicas de região, como um bom caranguejo ou uma carne de sol.

## Descrição
Distante 18kms do centro de Aracaju, essa praia de grande extensão e tranquilidade, é considerada um dos refúgios da cidade. Seu clima agradável e calmo fazem do lugar uma boa opção para os que desejam descansar. Costuma receber um bom número de turistas durante a alta temporada, mas ainda não é tão conhecida pela maior parte dos que visitam a cidade. Conta com uma grande faixa de areia dourada batida, o mar é levemente agitado, formando boas ondas dependendo do tempo. De águas transparentes e de temperatura agradável, é propício para o banho e para a prática de alguns esportes náuticos, como kitesurf. No verão, jovens aproveitam para jogar futebol na areia, enquanto alguns adultos optam por uma caminhada. Com boa infraestrutura, bares e restaurantes servem petiscos e bebidas.